# Paula Taylor

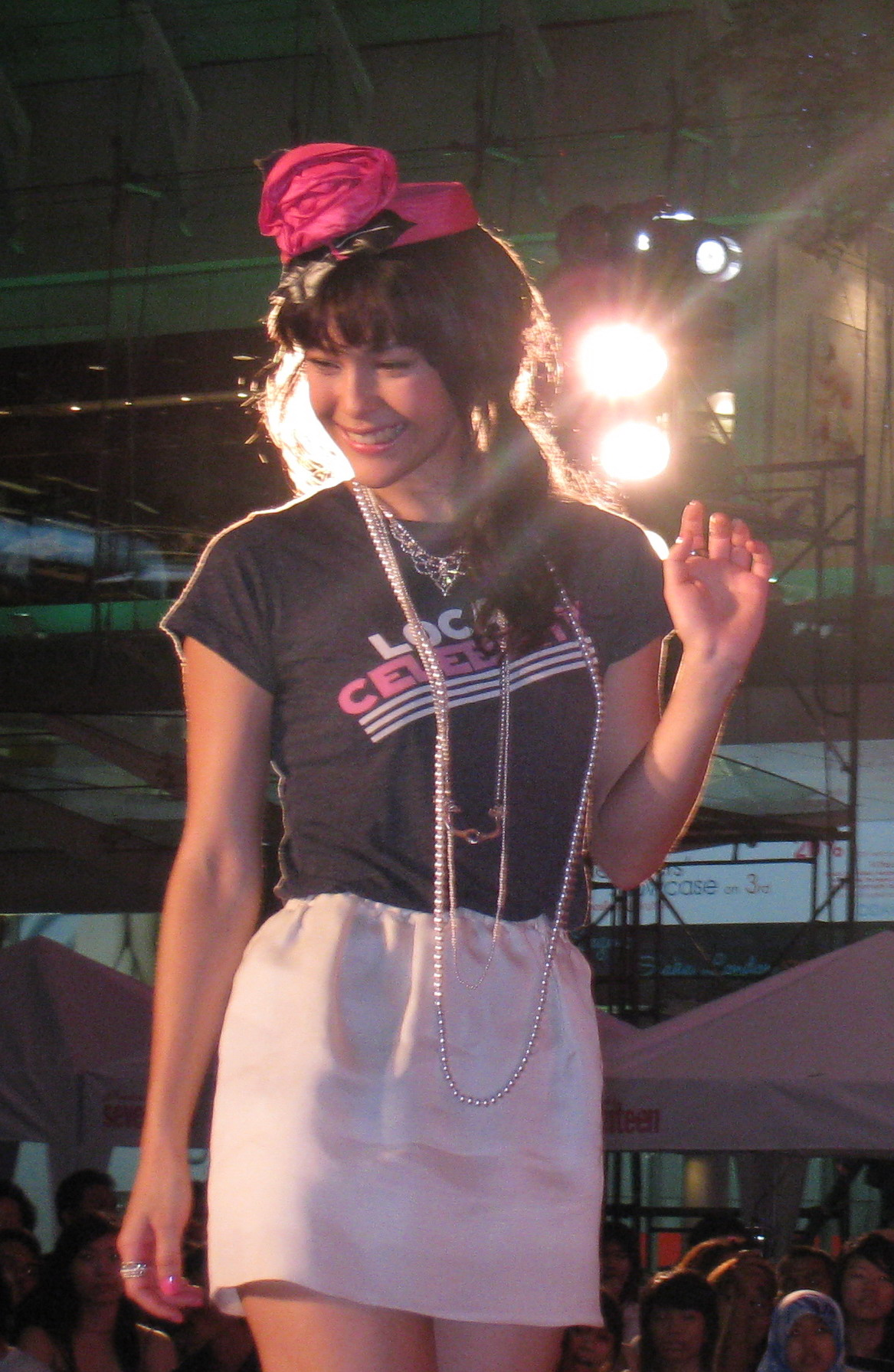
Paula Taylor

Punlapa Margaret Taylor (Thai: พอลล่า เทเลอร; * 20. Januar 1983 in Bangkok, Thailand; auch Paula Taylor) ist eine britisch-thailändische Schauspielerin, Video Jockey sowie ein bekanntes Fotomodell in Asien.
Punlapa Margaret Taylor wurde 1983 als Tochter einer Thailänderin und eines britischen Vaters in Bangkok geboren. Nach der Trennung ihrer Eltern zog sie gemeinsam mit ihrer Mutter nach Australien, wo sie sich zunächst in Perth und später in Brisbane niederließen. Während eines Familienbesuchs in Thailand wurde Punlapa als Fotomodell entdeckt und für diverse Aufnahmen gebucht. Sie startete ihre Laufbahn als Model mit diversen Werbeaufnahmen, sowie Auftritten in thailändischen Filmen und wurde anschließend Video Jockey (VJ) für den Musiksender Channel [V] Thailand.
Entdeckt und gefördert von Fernsehproduzent Tanawat Wansom, wurde sie schnell populär und mehrmals als Moderatorin und Gastgeberin für verschiedene Fernsehevents besetzt.

## Filmografie (Auswahl)
- 2002: 999 – Final Destination Death (999-9999)
- 2003: Sexphone and the Lonely Wave
- 2006: Phra-dek-seua-kai-wawk
- 2006: Ruk Jung